# Segue 1
Segue 1 – karłowata galaktyka sferoidalna znajdująca się w halo Drogi Mlecznej w odległości około 75 tys. lat świetlnych od Ziemi. Jest jedną z około dwudziestu karłowatych galaktyk satelitarnych towarzyszących Drodze Mlecznej. Jest najbardziej zdominowana przez ciemną materię ze wszystkich znanych galaktyk karłowatych.
Została odkryta w 2006 roku w programie Sloan Extension for Galactic Understanding and Exploration (SEGUE) będącym częścią programu Sloan Digital Sky Survey przez zespół naukowców pod kierownictwem Belokurova, astronoma z University of Cambridge. Segue 1 została początkowo uznana za gromadę kulistą. Z pierwszych obserwacji wynikało, że wszystkie gwiazdy poruszają się razem i są grupą podobnych gwiazd, które zostały wyrwane z pobliskiej, bogatej w gwiazdy galaktyki karłowatej SagDEG.
Późniejsze badania dowiodły, że jest to bardzo mała i ultraciemna galaktyka karłowata. Ocenia się, że świeci miliard razy słabiej od naszej galaktyki. Do września 2008 zauważono w niej 24 gwiazdy, a jej siłę grawitacji oceniono na ponad 1000 razy większą, niż sugerowała jej widoczna masa i jasność. W 2011 roku korzystając z teleskopu Keck II obserwowano już około 1000 gwiazd. Jednak szacowana całkowita masa galaktyki wynosi aż 600 tys. mas Słońca, co wskazuje, że Segue 1 jest 3400 razy bardziej masywna, niż wynika to z obserwacji wizualnych. Oznacza to, że Segue 1 jest wypełniona ciemną materią.
Gwiazdy znalezione w Segue 1 są wyjątkowo stare. Wskazuje na to znikoma liczba zawartych w nich metali. Zbadano pod tym kątem sześć gwiazd teleskopem Kecka i jedną przy użyciu Very Large Telescope. Trzy ze zbadanych gwiazd okazały się zawierać ponad 2500 razy mniej żelaza niż Słońce. W naszej galaktyce jest znanych mniej niż 30 takich gwiazd. Dlatego te prymitywne gwiazdy znalezione w Segue 1 są tak wyjątkowe.